# اولسینا
اولسینا (به لاتین: Olszyna) یک منطقهٔ مسکونی در لهستان است که در گمینا اولشنا واقع شده‌است. اولسینا ۲۰٫۲۶ کیلومتر مربع مساحت و ۴٬۷۸۶ نفر جمعیت دارد.

## خواهرخوانده
شهر آشبرگ خواهرخواندهٔ اولسینا هست.